# Novoraitxíkhinsk
Novoraitxíkhinsk - Новорайчихинск (rus) és un possiólok de l'óblast de l'Amur, a Rússia.